# الوطنية (فلم 1918)
الوطنية هو فيلم درامي أمريكي صامت عام 1918 من إخراج ريموند بي ويست وبطولة بيسي باريسكال وتشارلز غان وهيرشل مايال .   تدور أحداث الفيلم في مستشفى تمريض اسكتلندي خلال الحرب العالمية الأولى.

## الطاقم
- بيسي باريسكال في دور روبن كاميرون
- تشارلز غان في دور جون هاملتون
- هيرشل مايال في دور سيدني كارسون
- آرثر ألارت في دور دكتور هايد
- جوزيف جيه داولينج في دور السير أنجوس كاميرون
- ماري جين ايرفينغ في دور ميمي
- إيدا لويس في دور السيدة ماكتافيش
- كليفورد ألكسندر في دور دونالد كاميرون

## الحفظ
مع عدم وجود مطبوعات للوطنية في أي أرشيف سينمائي، يعتبر فيلمًا مفقودًا . 

## فهرس
- بول م. إدواردز. الحرب العالمية الأولى على الفيلم: إصدارات اللغة الإنجليزية حتى عام 2014 . ماكفارلاند، 2016.